# 金川重信
金川 重信（かながわ しげのぶ、1933年11月6日 - 2010年7月2日）は、日本の実業家。日本特殊陶業取締役社長や、同社取締役会長を務めた。

## 経歴・人物
岐阜県出身。1957年名古屋大学法学部卒業、日本特殊陶業入社。1979年日本特殊陶業経理部長。1983年日本特殊陶業取締役総務部長兼経理部長。1993年昭和法人会会長。1998年日本特殊陶業取締役社長。2005年秋の叙勲で旭日中綬章受章。2010年急性硬膜下血腫により名古屋市昭和区の病院で死去。